# Ján Svorada
Ján Svorada, född 28 augusti 1968 i Trenčín, Slovakien, Tjeckoslovakien,är en tjeckisk och tidigare slovakisk före detta tävlingscyklist. 
Svoradas explosivitet gjorde honom till en utpräglad spurtspecialist. Svorada vann mer än 70 segrar under sin 14-åriga karriär. Han blev professionell med Colnago-Lampre 1991 och avslutade sin karriär i slutet av 2005.
Svoradas största merit är tre etappsegrar i Tour de France – 1994, 1998 och 2001. Under Tour de France 2001 vann han den prestigefyllda sista etappen i Paris på Champs-Élysées. Men han har också vunnit fem etapper i Giro d'Italia – 1994, 1995 och 2000 – samt tre etapper i Vuelta a España 1997. Svorada hör med detta till den exklusiva skara som har vunnit etapper i alla tre Grand Tours. Han är dessutom trefaldig tjeckisk mästare på landsväg.

## Meriter
Giro d'Italia, 5 etapper
Tour de France, 3 etapper
Vuelta a España, 3 etapper
 Nationsmästerskapens linjelopp – 1996, 1998, 2005
Grand Prix du Midi Libre – 1994
Fredsloppet – 1990

## Stall
- Lampre 1991–1995
- Ceramiche Panaria 1996
- Mapei 1997–1998
- Lampre 1999–2004
- ED'System-ZVVZ 2005